# جيمس جيفريز
جيمس جيفريز (بالإنجليزية: James J. Jeffries)‏ مواليد 15 أبريل 1875 في أوهايو، الولايات المتحدة - الوفاة 03 مارس 1953 في كاليفورنيا، الولايات المتحدة، كان ملاكم أمريكي سابق صنّف ضمن فئة الوزن الثقيل.

## إحصائيات
خاض خلال مسيرته 23 نزالا، فاز في 19 وتعادل في 2 وخسر في 1. فاز بالضربة القاضية في 14 نزالا.

## روابط خارجية
- جيمس جيفريز على موقع IMDb (الإنجليزية)
- جيمس جيفريز على موقع الموسوعة البريطانية (الإنجليزية)
- جيمس جيفريز على موقع قاعدة بيانات برودواي على الإنترنت (الإنجليزية)
- جيمس جيفريز على موقع قاعدة بيانات الفيلم (الإنجليزية)
- جيمس جيفريز على موقع بوكس ريك (الإنجليزية) (registration required)